# Landkreis Arnstadt
Der Landkreis Arnstadt war ein Landkreis in Thüringen, der zwischen 1922 und 1952 bestand. Von 1850 bis 1912 hatte bereits der Verwaltungsbezirk Arnstadt im Fürstentum Schwarzburg-Sondershausen existiert.

## Geschichte

Der Raum Arnstadt mit den Grenzen von 1905

### Schwarzburg-Sondershausen
Das Fürstentum Schwarzburg-Sondershausen bestand im 19. Jahrhundert aus den drei räumlich getrennten Landesteilen Sondershausen, Arnstadt und Gehren. Der Landesteil Sondershausen bildete die Unterherrschaft, während die Landesteile Arnstadt und Gehren als Oberherrschaft bezeichnet wurden. Bei einer Neugliederung des Staatsgebietes im Jahre 1850 wurden in der Oberherrschaft die beiden Verwaltungsbezirke Arnstadt und Gehren gebildet. Der Verwaltungsbezirk Arnstadt umfasste neben der Stadt Arnstadt und ihrer Umgebung die Exklaven Geschwenda und Rockhausen. 1912 wurden die beiden Verwaltungsbezirke Arnstadt und Gehren aufgelöst und die Oberherrschaft wurde in die kreisfreie Stadt Arnstadt und den Kreis der Oberherrschaft gegliedert. 1918 wurde aus dem Fürstentum Schwarzburg-Sondershausen der Freistaat Schwarzburg-Sondershausen, der wiederum am 1. Mai 1920 im Land Thüringen aufging.

### Land Thüringen

Lage des Landkreises Arnstadt in Thüringen im Jahr 1922

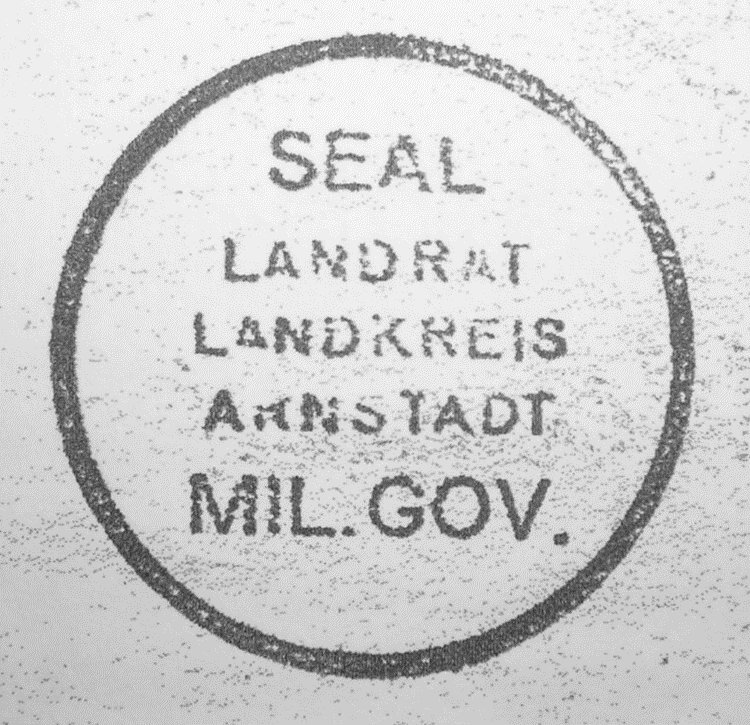
Siegel des Landrats des Landkreises Arnstadt während der Zeit der Militärregierung der Vereinigten Staaten im Mai/Juni 1945

Der Landkreis Arnstadt entstand mit dem Thüringer Kreiseinteilungsgesetz vom 1. Oktober 1922, nachdem 1920 das Land Thüringen gebildet worden war. Die Stadt Arnstadt blieb kreisfrei und wurde Sitz des Landratsamts. Der Landkreis Arnstadt wurde gebildet aus:
- dem gesamten Kreis der Oberherrschaft bis auf die Gemeinden Garsitz, Oelze sowie Schwarzmühle, die zum neuen Landkreis Rudolstadt kamen sowie die Gemeinde Angelhausen-Oberndorf, die in die kreisfreie Stadt Arnstadt eingemeindet wurde (bis 1920 Schwarzburg-Sondershausen)
- den Gemeinden des alten Amtes Ilmenau aus dem Verwaltungsbezirk Weimar (bis 1920 Sachsen-Weimar-Eisenach)
- den meisten Gemeinden des alten Amtes Stadtilm aus dem Landratsamt Rudolstadt (bis 1920 Schwarzburg-Rudolstadt)
- den Gemeinden Böhlen, Friedersdorf und Wildenspring aus dem Landratsamt Königsee (bis 1920 Schwarzburg-Rudolstadt)
- den an der Gera gelegenen Gemeinden des Landratsamts Ohrdruf (bis 1920 Sachsen-Coburg und Gotha)
- den westlich der preußischen Enklave Mühlberg gelegenen Gemeinden des Landratsamts Gotha (bis 1920 Sachsen-Coburg und Gotha)
- den Gemeinden Achelstädt, Gügleben und Osthausen aus dem Landkreis Saalfeld (bis 1920 Sachsen-Meiningen)
- den zum Landkreis Hildburghausen gehörenden Teil der Gemeinde Neustadt am Rennsteig (bis 1920 Sachsen-Meiningen)

Städte im Kreis waren Ilmenau, Stadtilm, Gehren, Langewiesen, Großbreitenbach und Plaue. Die Gebiete des Landkreises erstreckten sich etwa von Erfurt im Norden bis zum Rennsteig im Süden.
Die Fläche des Kreises betrug etwa 800 km², die Einwohnerzahl lag bei etwa 110.000. Angrenzende Kreise waren (beginnend im Norden) die Landkreise Weißensee, Weimar, Rudolstadt, Hildburghausen und Schleusingen, der Stadtkreis Zella-Mehlis, der Landkreis Gotha sowie die vollständig vom Landkreis Arnstadt umgebene kreisfreie Stadt Arnstadt.

### SBZ / DDR
Am 1. Oktober 1945 wurde der im Landkreis Schleusingen gelegene Teil der Gemeinde Stützerbach in den Landkreis Arnstadt umgegliedert.
Bei der ersten Kreisreform in der DDR am 1. Juli 1950 verlor die Stadt Arnstadt ihre Kreisfreiheit und wurde in den Landkreis eingegliedert. Außerdem gab der Landkreis die Gemeinden Molsdorf und Rockhausen an den Landkreis Erfurt, die Gemeinde Masserberg an den Landkreis Hildburghausen, die Gemeinde Pennewitz an den Landkreis Rudolstadt und die Gemeinde Gehlberg an den Landkreis Suhl ab. Gleichzeitig wechselten die Gemeinde Röhrensee aus dem Landkreis Gotha, die Gemeinde Kirchheim aus dem Landkreis Weißensee, die Gemeinde Riechheim aus dem Landkreis Weimar sowie die Gemeinde Oesteröda aus dem Landkreis Rudolstadt in den Landkreis Arnstadt.
Im Rahmen der Verwaltungsreform von 1952 in der DDR wurde der alte Landkreis Arnstadt aufgeteilt:
- Der Südteil des Landkreises mit den Städten Gehren, Großbreitenbach, Ilmenau und Langewiesen bildete zusammen mit einigen Gemeinden der Landkreise Rudolstadt und Suhl den neuen Kreis Ilmenau
- Die Gemeinde Röhrensee kam zum Kreis Gotha.
- Der Nordteil des Landkreises mit den Städten Arnstadt, Plaue und Stadtilm bildete zusammen mit der Gemeinde Crawinkel des Landkreises Gotha den Kreis Arnstadt.

Der Kreis Arnstadt kam zum neuen Bezirk Erfurt und der Kreis Ilmenau zum neuen Bezirk Suhl.
Der Landkreis Arnstadt ähnelte dem Gebietszuschnitt des heutigen Ilm-Kreises sehr stark. Der Ilm-Kreis wurde 1994 gebildet, als man die Kreise Arnstadt und Ilmenau wieder zusammenlegte. Kreisstadt ist nach wie vor Arnstadt, allerdings ist diese Stadt heute nicht mehr kreisfrei, wie vor 1952.

## Einwohnerentwicklung
|           | Verwaltungsbezirk | Verwaltungsbezirk | Landkreis | Landkreis | Landkreis | Landkreis |
| Jahr      | 1900              | 1910              | 1925      | 1933      | 1939      | 1946      |
| Einwohner | 24.106            | 28.628            | 88.292    | 91.059    | 91.741    | 112.143   |

## Landräte
- 1878–188900Otto Drechsler
- 1889–190200Max Schwing
- 1903–191200Curt von Bloedau

- 1922–192400Kaspar Stang
- 1924–193900Kurt Pabst
- 1939–194500Hans Kram
- 194500Alfred Crimmann
- 194500Wilhelm Bärwinkel

## Gemeinden
Im Jahre 1939 umfasste der Landkreis Arnstadt sechs Städte und 90 weitere Gemeinden:
| - Achelstädt - Alkersleben - Altenfeld - Angelroda - Behringen - Bittstädt - Böhlen - Bösleben - Branchewinda - Bücheloh - Cottendorf - Dannheim - Dienstedt - Döllstedt - Dörnfeld an der Ilm - Dornheim - Dosdorf - Ehrenstein - Eischleben - Elgersburg - Elleben - Ellichleben - Elxleben - Espenfeld | - Ettischleben - Frankenhain - Friedersdorf - Gehlberg - Gehren, Stadt - Geilsdorf - Geraberg - Geschwenda - Gillersdorf - Görbitzhausen - Gossel - Gösselborn - Gräfenroda - Gräfinau-Angstedt - Griesheim - Großbreitenbach, Stadt - Großhettstedt - Großliebringen - Gügleben - Haarhausen - Hausen - Heyda - Holzhausen - Ichtershausen | - Ilmenau, Stadt - Jesuborn - Kettmannshausen - Kleinbreitenbach - Kleinhettstedt - Kleinliebringen - Langewiesen, Stadt - Liebenstein - Manebach - Marlishausen - Martinroda - Masserberg - Möhrenbach - Molsdorf - Nahwinden - Neuroda - Neusiß - Neustadt am Rennsteig - Niederwillingen - Oberilm - Oberpörlitz - Oberwillingen - Oehrenstock - Osthausen | - Pennewitz - Plaue, Stadt - Rehestädt - Reinsfeld - Rippersroda - Rockhausen - Roda b. Arnstadt - Rudisleben - Schmerfeld - Siegelbach - Singen - Stadtilm, Stadt - Stützerbach - Sülzenbrücken - Thörey - Traßdorf - Unterpörlitz - Wildenspring - Willmersdorf - Wipfra - Witzleben - Wülfershausen - Wüllersleben - Wümbach |